# Aleš Holubec
Aleš Holubec est un joueur tchèque de volley-ball né le 13 mars 1984 à Opava (Moravie-Silésie). Il mesure 2,00 m et joue central. Il totalise 35 sélections en équipe de République tchèque.

## Clubs
| Club              | De        | À         |
| ----------------- | --------- | --------- |
| VK Ferram Opava   | 2002-2003 | 2002-2003 |
| Aero Odolena Voda | 2003-2004 | 2003-2004 |
| VK Kladno         | 2004-2005 | 2005-2006 |
| Noliko Maaseik    | 2006-2007 | 2008-2009 |
| Tours Volley-Ball | 2009-2010 | 2009-2010 |
| UGS Nantes Rezé   | 2010-2011 | …         |

## Palmarès
- Coupe de la CEV
  - Finaliste : 2008
- Championnat de France (1)
  - Vainqueur : 2010
- Championnat de Belgique (2)
  - Vainqueur : 2008, 2009
  - Finaliste : 2007
- Championnat de République tchèque (2)
  - Vainqueur : 2004, 2005
  - Finaliste : 2006
- Coupe de Belgique (3)
  - Vainqueur : 2007, 2008, 2009
- Coupe de France (1)
  - Vainqueur : 2010